# Струга (Столинський район)
Струга (біл. Струга) — агромістечко в Білорусі, у Столинському районі Берестейської області. Орган місцевого самоврядування — Струзька сільська рада.

## Історія
За даними українського націоналістичного підпілля, у жовтні 1943 року більшовицькі партизани спалили половину моста у Струзі, за що німці наказали мешканцям відновити його за декілька днів, погрожуючи в разі невиконання завдання спалити село. 24 листопада 1943 року німці забрали худобу жителів села, останні попередньо втекли зі Струги, а наступного дня, 25 листопада, німці забрали в селі збіжжя.

## Населення
За переписом населення Білорусі 2009 року чисельність населення села становило 979 осіб.